# Singer (Luisiana)
Singer es un lugar designado por el censo ubicado en la parroquia de Beauregard en el estado estadounidense de Luisiana. En el Censo de 2010 tenía una población de 287 habitantes y una densidad poblacional de 15,95 personas por km².

## Geografía
Singer se encuentra ubicado en las coordenadas 30°39′4″N 93°24′42″O / 30.65111, -93.41167. Según la Oficina del Censo de los Estados Unidos, Singer tiene una superficie total de 17.99 km², de la cual 17.99 km² corresponden a tierra firme y (0%) 0 km² es agua.

## Demografía
Según el censo de 2010, había 287 personas residiendo en Singer. La densidad de población era de 15,95 hab./km². De los 287 habitantes, Singer estaba compuesto por el 93.73% blancos, el 2.09% eran afroamericanos, el 2.09% eran amerindios, el 0% eran asiáticos, el 0% eran isleños del Pacífico, el 0.35% eran de otras razas y el 1.74% pertenecían a dos o más razas. Del total de la población el 2.79% eran hispanos o latinos de cualquier raza.